# Gwangmyeong
Gwangmyeong (kor. 광명) – miasto w Korei Południowej, w prowincji Gyeonggi. W 2002 liczyło 341 671 mieszkańców.

## Miasta partnerskie
- Stany Zjednoczone: Austin
- Chińska Republika Ludowa: Liaocheng
- Niemcy: Osnabrück